# جيش الموتى (فلم 2021)
جيش الموتى (بالإنجليزية: Army of the Dead) فيلم رعب وخيال علمي أمريكي عن سرقة الزومبي من إخراج زاك سنايدر، من سيناريو لسنايدر وشاي هاتن وجوبي هارولد وقصة لسنايدر. الفيلم من بطولة ديف باوتيستا، وإيلا بورنيل، وآنا دي لا ريجويرا. تقرر إصدار الفيلم لأول مرة عن طريق نيتفليكس في 2021.

## طاقم التمثيل
- ديف باوتيستا: في دور سكوت وارد
- إيلا بورنيل: في دور كيت وارد
- آنا دي لا ريجويرا: في دور كروز
- غاريت ديلاهانت: في دور فرانك بيترز
- راؤول كاستيلو: في دور ميكي جوزمان
- عماري هاردويك: في دور فانديروهي
- تيج نوتارو: في دور ماريان بيترز
- نورا أرنيزيدر: في دور ليلي (الذئب)
- ماتياس شفايغوفر: في دور لودفيج ديتر
- سامانثا وين: في دور تشامبرز
- ثيو روسي: في دور بيرت كامينغز
- هوما قريشي: في دور جيتا
- هيرويوكي سانادا: في دور هانتر بلي
- ريتشارد سيترون: في دور زيوس
- تشيلسي إدموندسون: في دور ميستي هيلمان
- ستيف كورونا: في دور السيد هيلمان[4]

## ملخص أحداث الفيلم
مجموعة من المرتزقة يخططون لسرقة كازينو في لاس فيغاس أثناء خروج الزومبي وبعد انطلاقهم إلى لاس فيغاس، تقوم مجموعة من المرتزقة بالمغامرة النهائية، حيث تغامر بالدخول إلى منطقة الحجر الصحي لتنفيذ أكبر محاولة سرقة على الإطلاق.

## الإنتاج
أعلنت شركة يونيفرسال وشركة وارنر براذرز في يونيو 2008، عن المشاركة في إنتاج مشروع فيلم جيش الموتى، ووقع ماتيس فان هايجنجن جونيور، مع شركات الإنتاج، للعمل كمخرج، وبحلول يناير 2019، حصلت شركة نيتفليكس على حقوق التوزيع للمشروع من شركة وارنر، ولكن مع عودة زاك سنايدر للعمل كمخرج، عمل أيضًا ككاتب سيناريو مشارك مع شاي هاتين، استنادًا إلى معالجة القصة من سنايدر وجوبي هارولد. دخل الفيلم التصوير الرئيسي في منتصف عام 2019، بميزانية تبلغ 90 مليون دولار.

## التصوير
بدأ التصوير الرئيسي في 15 يوليو 2019، في لوس أنجلوس، كاليفورنيا، وألبوكيرك، نيو مكسيكو. تم التصوير أيضًا في فندق أتلانتيك كلوب كازينو المغلق الآن في أتلانتيك سيتي، نيو جيرسي.

## وصلات خارجية
- مقالات تستعمل روابط فنية بلا صلة مع ويكي بيانات